# Scott Patterson
Scott Gordon Patterson, född 11 september 1958 i Philadelphia, Pennsylvania, är en amerikansk skådespelare och före detta baseballspelare. Han föddes i Philadelphia men växte huvudsakligen upp i Haddonfield i Camden County, New Jersey. Han hade en minor league-karriär som pitcher i lagen New York Yankees, Los Angeles Dodgers, Atlanta Braves och Texas Rangers. Talangen räckte dock inte hela vägen och baseballkarriären avslutades och skådespeleriet tog vid. Hans största roll och den som han är mest känd för är som caféägaren Luke Danes i Gilmore Girls. Han har även gästspelat i Seinfeld och Will & Grace. The Happy Birthday är det band som han har tillsammans med bland andra Marc Summers och som bildades 2001 och spelar mjuk rock. På senare tid har han spelat i Saw IV och Saw V, där han spelat Agent Peter Strahm.

## Filmografi (urval)
- 1993 - Intent to KillIntent to Kill
- 1993 - The Return of Ironside
- 1994 - $tora pengar (stuntman)
- 1994 - Alien Nation. Dark Horizon
- 1994 - Little Big League
- 1995 - Tre önskningar
- 1995 - A Boy Called Hate
- 1996 - Them
- 2000 - Gilmore Girls
- 2007 - Saw IV
- 2008 - Saw V
- 2010 - The Event
- 2016 - Gilmore Girls: A Year in the Life (Netflix Original)

Har gästspelat i en mängd olika filmer och serier